# 昂格利耶
昂格利耶（法語：Angliers，法語發音：[ɑ̃ɡlije]）是法国滨海夏朗德省的一个市镇，位于该省北部，属于拉罗谢尔区。

## 地理
昂格利耶（46°12'43"N, 0°56'59"W）面积10.74 平方千米，位于法国新阿基坦大区滨海夏朗德省，该省份为法国西部滨海省份，北起旺代省，西临大西洋，南至吉倫特省，东南接多爾多涅省，东北接德塞夫勒省接壤，东临夏朗德省。
与昂格利耶接壤的市镇（或旧市镇、城区）包括：阿奈、隆热沃、尼阿耶多尼斯、圣索沃尔多尼斯、韦里讷。

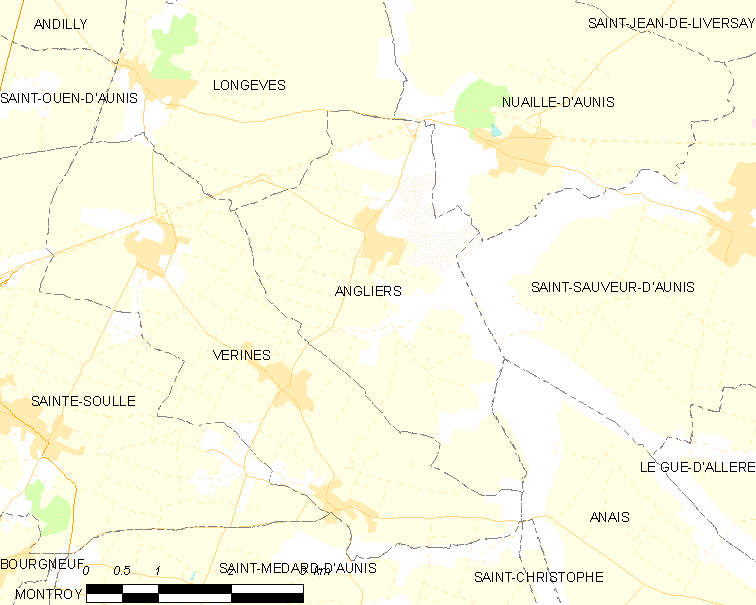
昂格利耶的OSM定位图

昂格利耶的时区为UTC+01:00、UTC+02:00（夏令时）。

## 行政
昂格利耶的邮政编码为17540，INSEE市镇编码为17009。

## 政治
昂格利耶所属的省级选区为马朗县。

## 人口

1962-2008年间昂格利耶人口变化图示

昂格利耶于2022年1月1日时的人口数量为1366人。